# Kandži

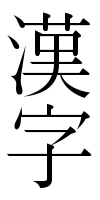
Slovo “Kandži” v japonské abecedě Kandži.

Kandži, (japonsky: 漢字) je znakový systém používaný pro zápis japonštiny. Vyvinul se z čínských znaků, které přišly do Japonska společně s buddhistickými texty. V současné japonštině se používá v kombinaci s hiraganou a katakanou.

## Čtení kandži
V kandži jednotlivý znak reprezentuje význam, resp. kořen slova. Čtení znaku nelze zjistit z jeho písemné podoby, je třeba se jej naučit. Každý znak má formálně dvě čtení:
- sinojaponské (音, on), tzv. on’jomi (音読み)
- japonské (訓, kun), tzv. kun’jomi (訓読み)

Sinojaponské čtení vychází z čínštiny, japonské čtení je oproti tomu čtení vycházející z původní japonštiny, tj. mluveného jazyka před příchodem čínských znaků. Některé znaky mají pouze jedno on’jomi a jedno kun’jomi, jiné jich mají více, u některých japonské či sinojaponské čtení chybí. Tyto zvláštnosti japonského způsobu čtení původně čínských znaků jsou dány především rozdíly mezi japonštinou a čínštinou a samotným průběhem procesu přebírání znaků kandži pro zápis japonštiny.
Zjednodušeně lze říct, že zpočátku se v Japonsku psalo přímo čínsky. S pronikáním čínštiny do japonské kultury docházelo k svébytnému vývoji čtení znaků, ve kterém bylo původní čínské čtení často pojaponštěno či zkomoleno. Takové čtení znaku se nazývá on’jomi a je obvyklé, že jeden znak kandži má takových čtení hned několik zároveň, což může mít několik příčin:
1. Různá on’jomi slouží k odlišení významu daného znaku podle kontextu (jeden znak často slouží pro označení několika různých konceptů).
2. Jde o výsledek vývoje mluvené čínštiny, který způsobil, že znak, který již přišel do Japonska dříve a má své on’jomi, dorazil např. v nějakém novém náboženském textu znovu, ale tentokrát s dalším čtením.
3. Jde o výsledek odlišného způsobu pojaponšťování čínské výslovnosti pro dané slovo (důvodem je mimo jiné fakt, že čínská výslovnost mohla znít jinak buddhistickým učencům a jinak obchodníkům, a záleželo proto na tom, kdo a v jaké podobě předal čtení znaků dál).

Postupem času se znaky s příslušnými významy začaly číst japonsky, jelikož mluvená japonština svébytně existovala a docházelo ke snahám o vznik její písemné podoby. Tím došlo k přiřazení japonského čtení k čínským znakům, které nazýváme kun’jomi. Například znak pro východ 東 má on’jomi tó. Zároveň však pro stejný význam existují hned dva původní japonské výrazy: higaši a azuma. Ty se proto ke znaku připojily a staly se z nich příslušná kun’jomi.
Sinojaponské čtení se používá ve složeninách (hi oheň 火,　jama hora 山,　kazan sopka 火山), japonské především v případě, kdy znak stojí samostatně, nebo jako kořen slova (taberu jíst 食べる). V některých případech se i složeniny čtou japonsky, v dalších případech se vyskytuje kombinované japonsko-sinojaponské (on-kun i kun-on) čtení, ke správnému čtení je nutné znát kontext či daný úzus.
Pro zápis výslovnosti se používá furigana.

## Počet znaků kandži
Běžná japonština (od roku 2010) používá 2136 znaků zařazených do tzv. „Džójó kandži“ (常用漢字), které jsou součástí základního a středního vzdělání. Tento standard, rozšířený o znaky používané v osobních jménech, se nazývá „Džinmeijó kandži“ (人名用漢字) a obsahuje celkem 3119 znaků. Kodifikace pro průmyslové užití má zkratku JIS (Japanese Industrial Standard), je obdobou standardu ASCII a nejběžněji používaný standard JIS X 0208 obsahuje 6355 znaků kandži. Celkový počet znaků kandži je neznámý, odhaduje se okolo 50 000.

## Radikály kandži
V písemné formě každého znaku je obsažen tzv. radikál.
Radikálem se nazývá tahová kombinace - část znaku kandži, podle které lze znak dohledat ve znakovém slovníku. Některé znaky jsou radikálem samy o sobě a mohou pak vystupovat jako radikály jiných znaků, přičemž je někdy pozměněna jejich podoba, nebo i počet tahů (人 (člověk) → 休 (volno, člověk pod stromem ), 水 (voda) → 海 (moře)). V některých případech radikál naznačuje oblast, do které daný znak svým významem spadá (např. člověk, slovo, mysl apod.), ale bohužel to nelze tvrdit obecně – existuje mnoho znaků, které vznikly např. naznačením jejich (čínského) čtení, nebo se jejich význam v průběhu historického vývoje velmi posunul.
Radikálů je v současnosti rozeznáváno celkem 214 a mají přiděleno pořadí (jako znaky v abecedě), podle kterého je organizována většina znakových slovníků. Dalším hlediskem řazení je počet tahů znaku.